# Agave flexispina
Agave flexispina är en sparrisväxtart som beskrevs av William Trelease. Agave flexispina ingår i släktet Agave och familjen sparrisväxter. Inga underarter finns listade i Catalogue of Life.

## Bildgalleri

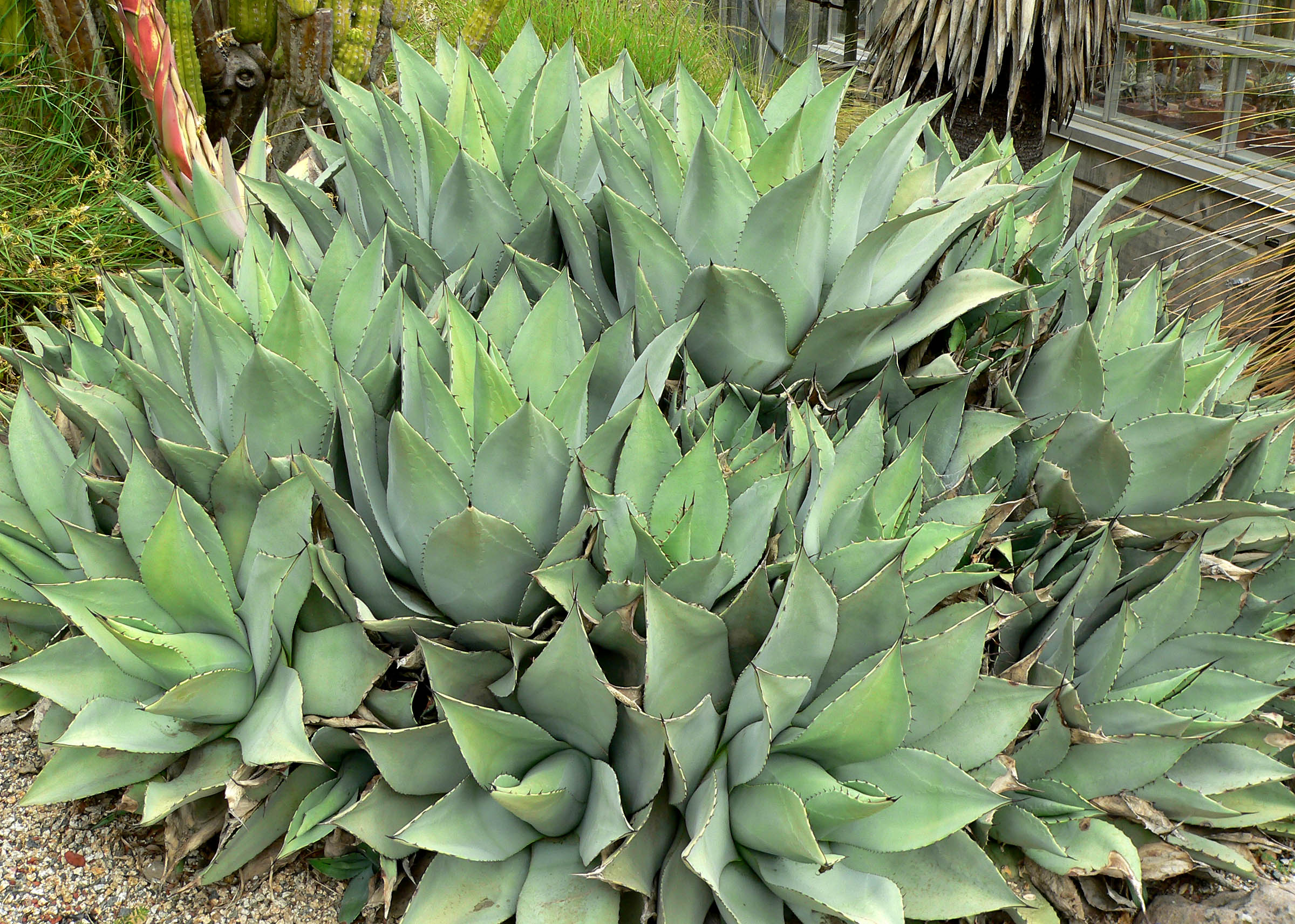
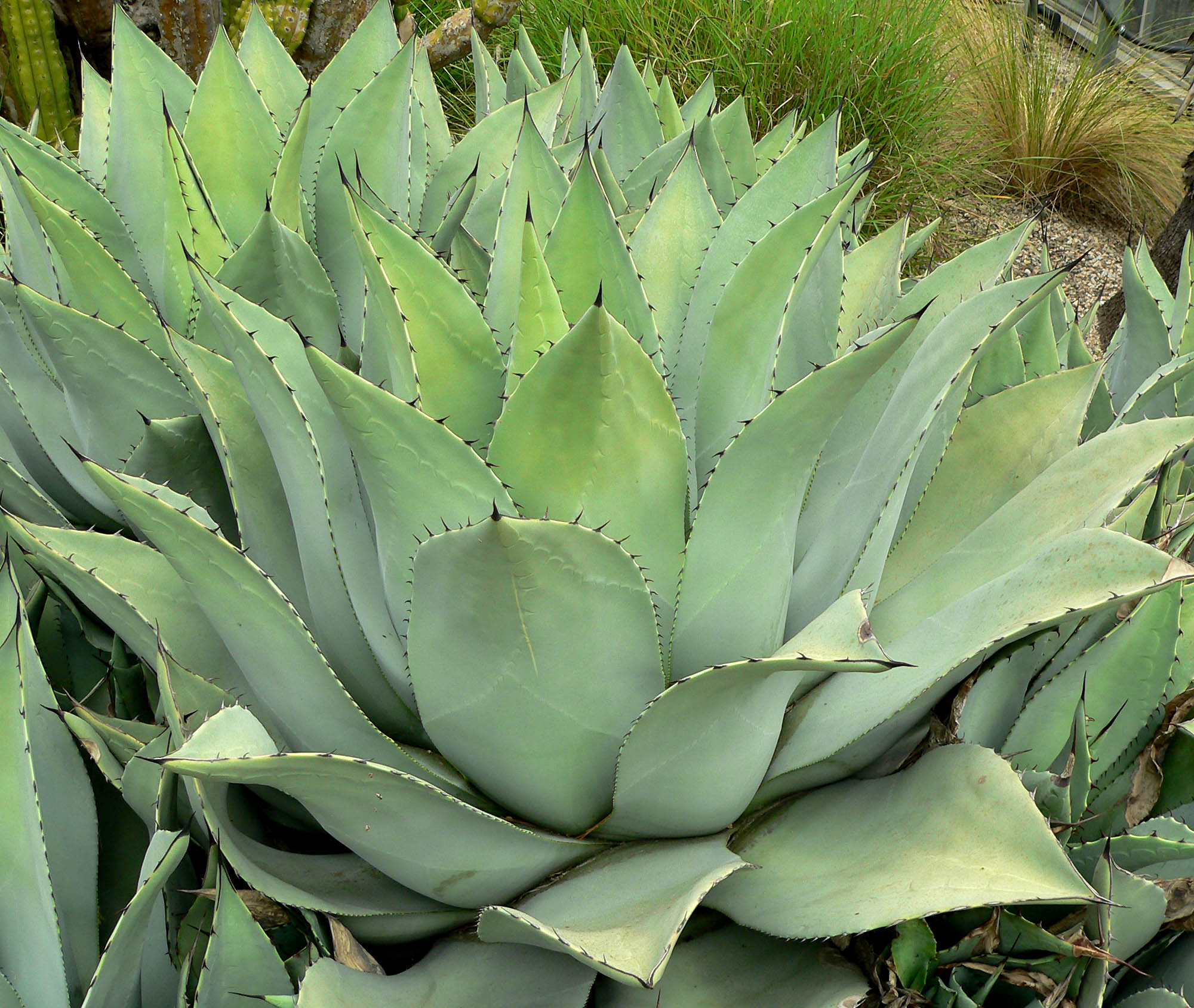
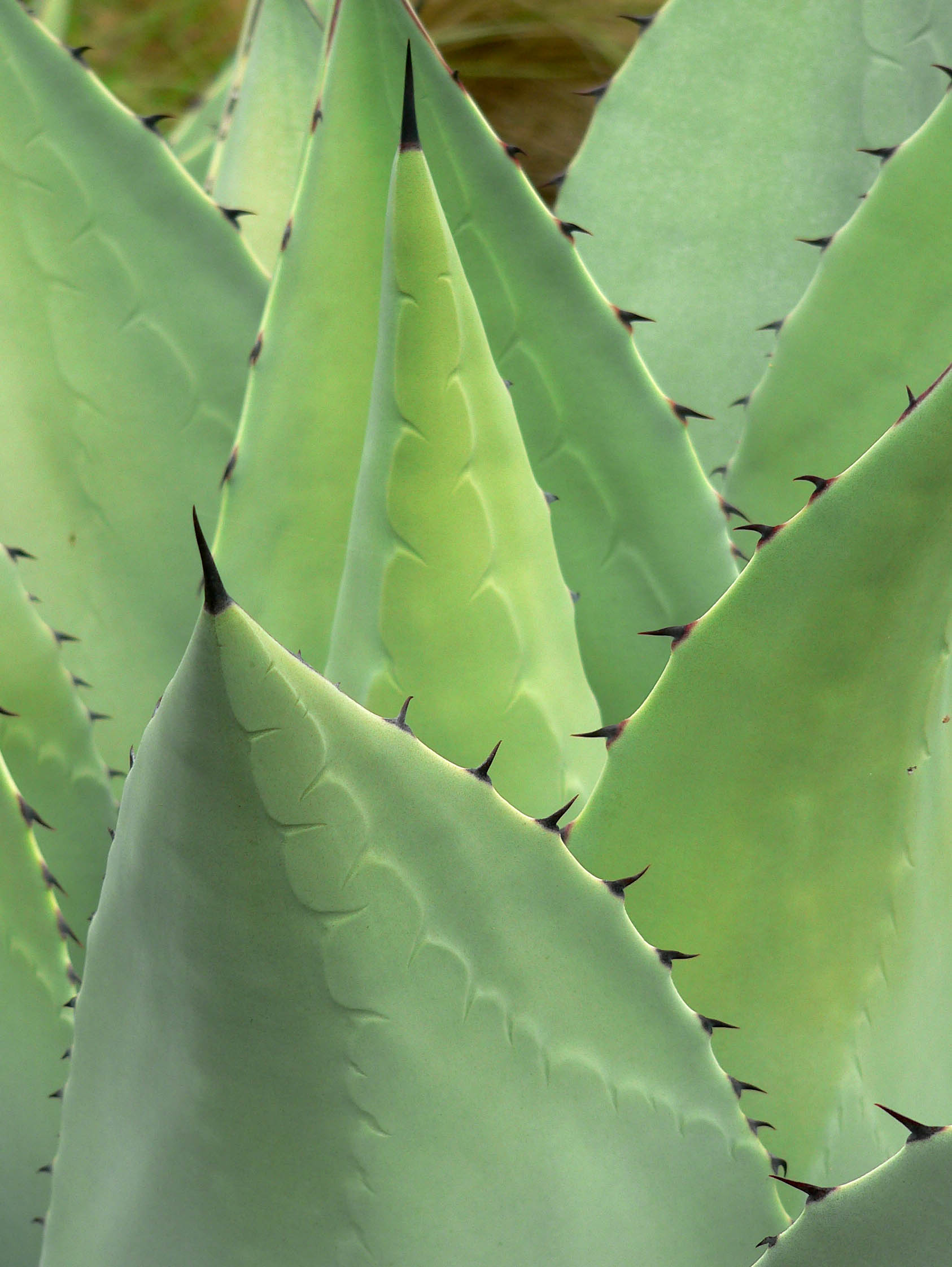
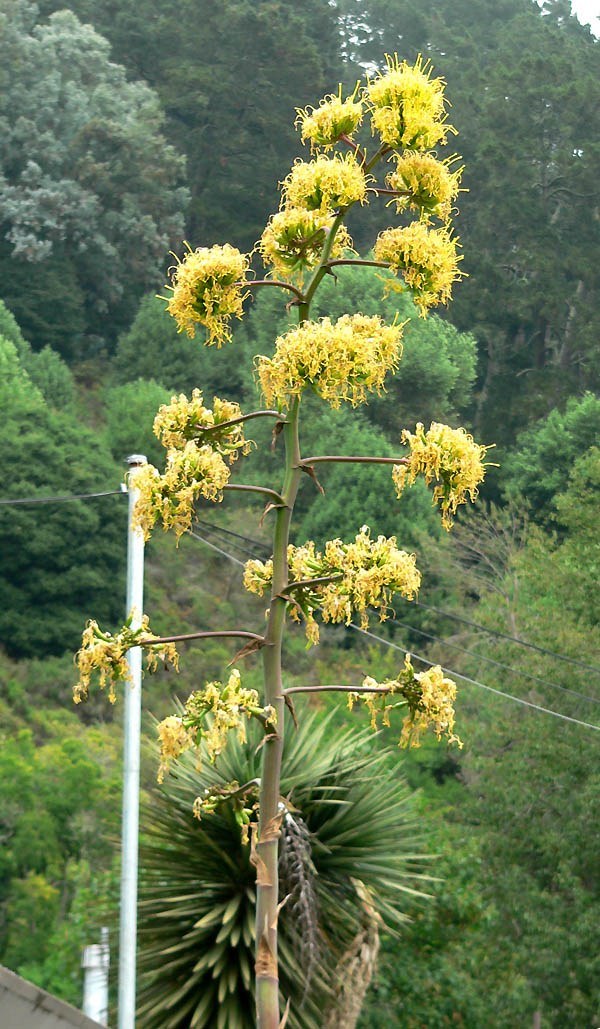
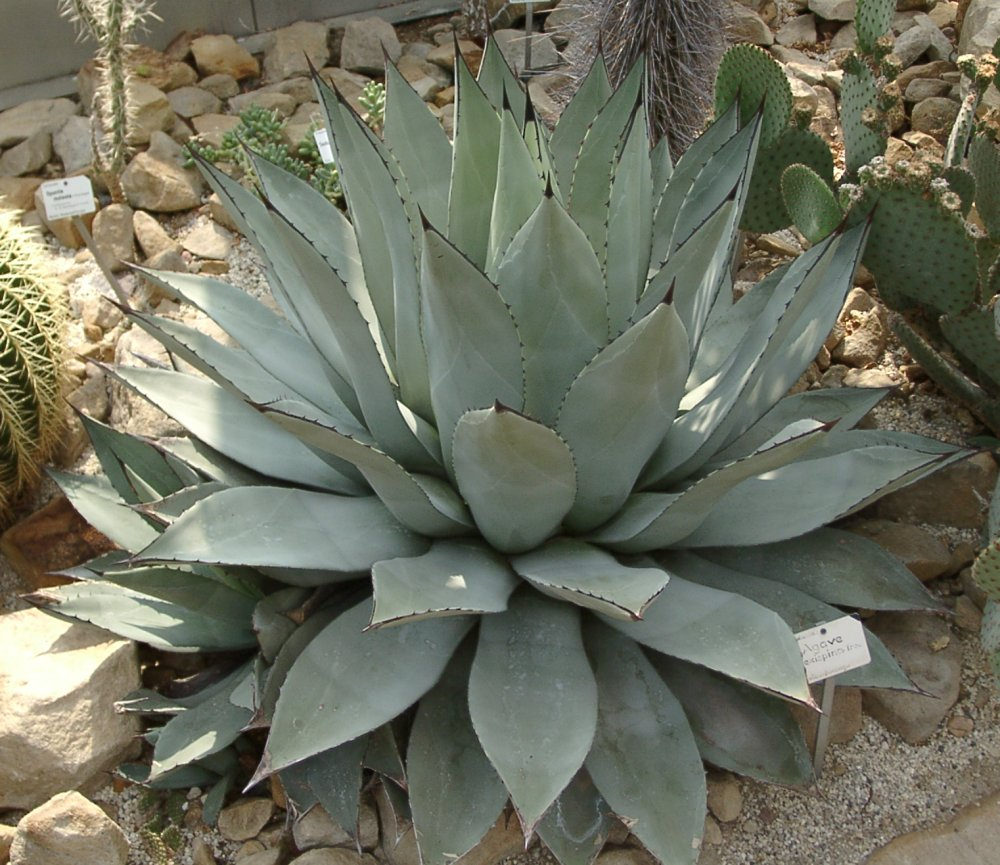